# Polymer

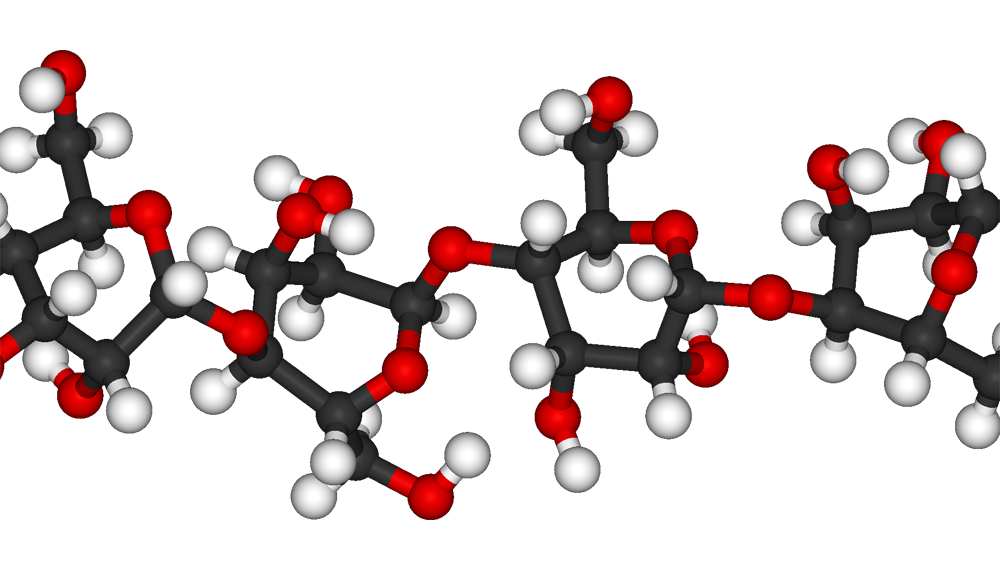
Del av molekylmodell av cellulosa, en biologisk polymer. Här ser man fyra sammankopplade ringar.

Polymerer (från grekiskans πολύ - poly som betyder flera och μέρος - meros som betyder delar) är kemiska föreningar som består av mycket långa kedjor byggda av upprepade mindre enheter, monomerer. Polymerkedjor skiljer sig från andra kedjemolekyler inom den organiska kemin därför att de är mycket längre än exempelvis kedjorna i alkoholer eller organiska syror. Reaktionen som sker när monomererna blir en polymer kallas polymerisation.
Polymerer i form av konstruktionsmaterial kallas i dagligt tal för plaster. Med plaster menas emellertid konstruktionsmaterial som baseras på polymerer, i allmänhet med olika tillsatser för att ge materialet önskade egenskaper. Det kan till exempel vara färger eller mjukgörare. Polymera material brukar delas in i följande.
- gummimaterial (elastomerer)
- härdplaster
- termoplaster

Inom den naturvetenskapliga forskningen har man andra indelningar med fler undergrupper såsom hyperförgrenade polymerer, dendrimerer, geler och supramolekylära polymerer.
Ett exempel är polypropen (PP) även kallad "polypropylen" som byggs upp av monomeren propen. Polymerer är nästan alltid organiska men kan i vissa fall vara oorganiska. Ett exempel på en oorganisk polymer är silikonplast som består av polysiloxaner, där kedjan byggs upp av kisel- och syreatomer.

## Egenskaper
Polymera material har i allmänhet låg densitet i förhållande till deras mekaniska styrka.

### Molekylär uppbyggnad
Polymerers egenskaper påverkas av vilka monomerer polymeren innehåller samt monomerernas sammansättning. Det är därför viktigt att kunna beskriva polymerkedjan. För att göra detta talar man om kedjans konfiguration, konformation och konstitution. Konfiguration beskriver atomgruppens ordning i rymden, det vill säga om kedjan eventuellt består av asymmetriska monomerer. Konstitution beskriver kedjans kemiska uppbyggnad, det vill säga hur monomererna är fästa på kedjan och hur kedjan är förgrenad. Konformation beskriver kedjans form, det vill säga hur den kan vrida sig.
Om en polymer enbart består av en sorts monomer kallas polymeren för en homopolymer. Består den istället av fler än en sort monomer, kallas den för sampolymer.

### Polymerens struktur
Polymerer kan inte existera i gasfas. Vid höga temperaturer sönderdelas helt enkelt polymerkedjorna. Alla polymerer har en s.k. glasomvandlingstemperatur, Tg, där en övergång sker från ett hårt och sprött tillstånd under Tg till en mjukare form när temperaturen överstiger denna temperatur. Polymerer som är delvis kristallina har även en smältpunkt, Tm, vid en högre temperatur än Tg. En sådan saknas dock hos helt amorfa polymerer, som i stället har en gradvis övergång till ett alltmer flytande tillstånd när temperaturen höjs. Tvärbundna polymerer saknar smältpunkt, eftersom tvärbindningarna  hindrar övergång till flytande tillstånd.

## Historia
Naturgummi är ett exempel på en polymer som använts mycket länge (tusentals år). Andra naturliga polymerer är cellulosa, kautschuk (ej vulkaniserat rågummi), nukleinsyror och proteiner.
1909 uppfann den belgisk-amerikanske kemisten Leo Baekeland polymeren fenolformaldehyd som bildar fenolplast, även kallad bakelit. Detta genom att först kondensera fenol och formaldehyd som sedan under värme sammanpressas med trämjöl. 1839 uppfann amerikanen Charles Goodyear vulkaniseringsprocessen, en tvärbindningsprocess där kautschuk behandlas, under värme och tryck, med svavel. Under 1920-talet började man förstå sig på att molekylerna i dessa material bygger på upprepade monomerer. PVC uppfanns 1927, polymetylmetakrylat (PMMA, plexiglas) uppfanns 1936, polystyren (PS) och polyamid (PA, nylon) uppfanns bägge 1938.

## Polymerisation
Processen då man sammanbinder små molekyler, kallade monomerer, till kovalent bundna kedjor kallas polymerisation. Under polymerisationen kan vissa kemiska grupper försvinna från varje monomer. Den delen av varje monomer som bildar en polymer kallas för en repeterande enhet.

### Laboratorium
Metoderna för laboratoriesyntetisering delas oftast in i två kategorier: kondensationspolymerisation och additionspolymerisation. Det finns även nyare metoder, som plasmapolymerisation, som inte passar in i någon av kategorierna. Syntetisk polymerisation kan startas med hjälp av en katalysator. Mycket forskning ligger på att skapa en rationell syntes av biopolymerer, till exempel peptider, i laboratorium.

### Biologisk
Det finns fyra grupper av biopolymerer: polysackarider, polypeptider, lipider och polynukleotider. I levande celler kan dessa syntetiseras av en enzymprocess, till exempel bildningen av DNA som katalyseras av DNA-polymeras.

### Modifiering av naturliga polymerer
Många kommersiella polymerer syntetiseras genom kemisk modifikation av naturliga polymerer. Viktiga exempel är reaktionen mellan salpetersyra och cellulosa som bildar bomullskrut och bildningen av vulkaniserat gummi genom att värma upp naturligt gummi i en svavelrik miljö.

## Användning som material
Polymerer indelas efter graden av syntes i helsyntetiska (exempelvis eten-, styren- och fenoplaster som Bakelit), samt syntetgummi (bland annat Neoprene) och halvsyntetiska material (till exempel celluloid, ebonit och naturgummi).
Helt naturliga polymera material förekommer också, bland annat bärnsten, läder och cellulosa.
Benämningen "polymer" och dess underformer avser i den närmast följande texten endast hel- och halvsyntetiska polymermaterial.
Polymera material indelas efter sina tekniska egenskaper i plaster som efter tillverkning blir styva med liten elastisk töjbarhet, och elaster (gummi) som efter tillverkning blir mjuka med stor elastisk töjbarhet.
Plaster indelas efter sin molekylära uppbyggnad och därav följande tekniska egenskaper i termoplaster och härdplaster (duroplaster)
Det är molekylkedjan, inte plasten, som på grund av sitt utseende benämns med prefixet poly- t.ex. polyeten. Etenplast är exempelvis en polyeten-polymer.
Den första benämningen på plaster var "konsthartser".

## Materialets historia
Följande framställning ger en mycket översiktlig redovisning av huvuddragen i historien kring plast och gummi. För ytterligare information se litteraturen.
Redan på 1530-talet framställdes i Tyskland ett slags kaseinplast som användes i intarsiainläggningar. Det är osäkert om denna produkt förekom i Sverige.
På 1840-talet tillverkades ebonit, ett halvsyntetiskt hårdgummi med hög svavelhalt, för tillverkning av bland annat pianotangenter. På 1860- eller 1870-talet utvecklades det halvsyntetiska cellulosanitratet celluloid som användes till biljardbollar, bordtennisbollar och leksaker.
År 1907 utvecklar "plastindustrins fader", professor Baekeland i USA, ett recept från 1872 på syntetisk harts som blir den första helsyntetiska plasten: fenolplast (PF) eller Bakelit, baserad på formaldehyd och fenol eller kresol. I detta skede introduceras även syntetiska mjukgummiprodukter av metylgummi, i första hand till bildäck.
Lite senare, 1912, fick dr Klatte i Tyskland patent på framställning av vinylföreningar (se Plastics). PVC började tillverkas kommersiellt i USA och Tyskland i mitten av 1930-talet och produktionen i Sverige startade först 1945.
Säkerhetsglas, som bestod av två glasrutor sammanlimmade med en akrylsyraester, uppfanns i Tyskland 1927. Omkring 1930 kom akrylplast (PMMA), till exempel Plexiglas och Perspex, samt elasten Buna-S. Elasten Neopren (CR) lanserades 1931.
I mitten och slutet av 1930-talet uppfanns polyvinylacetat (PVAC), amidplast (nylon, PA), styrenplast (PS), uretanplast (PUR) och melaminplast (MF).
Omkring 1940 kom esterplast (UP), därefter den första etenplasten (PE) samt 1948 slagtålig PS och epoxiplast (EP). Först 1953 kunde man med hjälp av katalysator framställa etenplast vid rumstemperatur.
Under 1950- och 1960-talen uppfanns akrylnitril-butadienstyrenplast (ABS-plast), propen- (PP) och karbonatplast (PC), samt den starka fiberplasten Kevlar.
Plastinredningar till kylskåp i svensk produktion på 1950-talet utfördes i PS. Under 1960- till 1980-talen ersattes den av ABS medan man på 1990-talet övergick till HIPS.
Den forskning och utveckling av polymermaterial som pågår sedan 1970-talet är inriktad på att få fram starkare material och elektriskt ledande plaster genom utveckling av befintliga material och framställning av nya materialtyper.
Under 1990-talet har även ett ekologiskt tänkande vunnit terräng i form av resurssnålhet och återvinning vid hantering. Även utvecklingen av "den självläkande plasten" är på gång.